# بالریا
بالریا (انگلیسی: Baleària) شرکت کشتیرانی اسپانیایی است، که در سال ۱۹۹۸ تأسیس شد.